# Опорувек (Жнінський повіт)
Опорувек (пол. Oporówek) — село в Польщі, у гміні Лабішин Жнінського повіту Куявсько-Поморського воєводства.
Населення — 60 осіб (2011).
У 1975-1998 роках село належало до Бидгощського воєводства.

## Демографія
Демографічна структура станом на 31 березня 2011 року:
|          | Загалом | Допрацездатний вік | Працездатний вік | Постпрацездатний вік |
| -------- | ------- | ------------------ | ---------------- | -------------------- |
| Чоловіки | 32      | 8                  | 22               | 2                    |
| Жінки    | 28      | 7                  | 17               | 4                    |
| Разом    | 60      | 15                 | 39               | 6                    |